# Graoullyodon hacheti
Il graoullyodonte (Graoullyodon hacheti) è un rettile estinto, forse appartenente agli arcosauriformi ma di incerta collocazione sistematica. Visse nel Triassico superiore (Retico, circa 204 - 202 milioni di anni fa) e i suoi resti fossili sono stati ritrovati in Francia.

## Descrizione
Tutto ciò che si conosce di questo animale sono solamente alcuni denti fossili ed è quindi impossibile ricostruirne l'aspetto. I denti sono molto caratteristici: erano dotati di corone caniniformi, con una sezione triangolare. Il lato anteriore era dotato di un insolito solco mediano scanalato. Il margine posteriore era tagliente e dotato di una dozzina di denticoli prominenti, disposti obliquamente lungo il margine. 

## Classificazione
Graoullyodon hacheti venne descritto per la prima volta nel 1997 da Pascal Godefroit e Gilles Cuny, sulla base di fossili rinvenuti nella zona di Saint-Nicolas-de-Port nei pressi di Rosieres-aux-Salines, nella Francia nordorientale. I fossili sono stati attribuiti a un arcosauriforme sulla base della presenza di denticoli prominenti sul margine posteriore dei denti e sulla presunta configurazione di tipo tecodonte del collegamento con le ossa della bocca. 

## Paleoecologia
Il solco sul lato anteriore di questi denti assomiglia al solco velenifero lungo il margine anteriore delle zanne di molti serpenti velenosi attuali, così come quello presente nei denti degli elodermi. Per analogia, è quindi possibile che anche Graoullyodon fosse dotato di un sistema velenifero simile. Un altro arcosauriforme triassico, Uatchitodon, possedeva denti probabilmente dotati di sistema velenifero. Il più antico sistema velenifero nei tetrapodi appartiene invece al terocefalo Euchambersia del Permiano. E altamente probabile che un apparato velenifero sia apparso indipendentemente in varie linee evolutive di amnioti (terapsidi, arcosauriformi e squamati).
In ogni caso, sembra che Graoullyodon fosse un piccolo predatore terrestre che si cibava di piccoli vertebrati.